# Attyla (mundur)

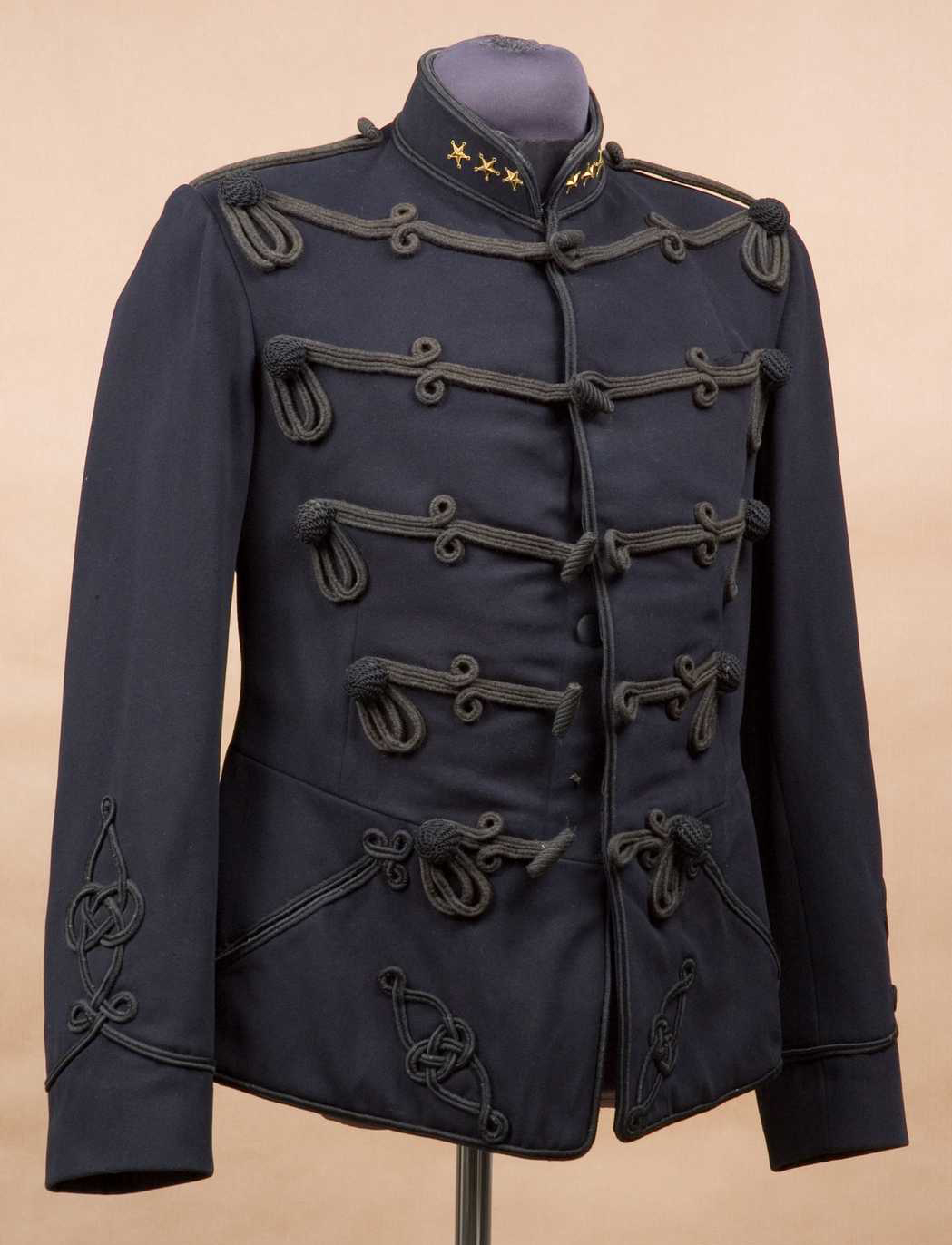
Szwedzka attyla m/1875

Attyla – element umundurowania huzarów używany od połowy XIX wieku. Uproszona i nieco luźniejsza wersja wcześniejszego dolmana. Od 1849 r. używana w armii austro-węgierskiej, a następnie przyjęta w Prusach. Zyskała również popularność w innych państwach.